# 테리 J. 본

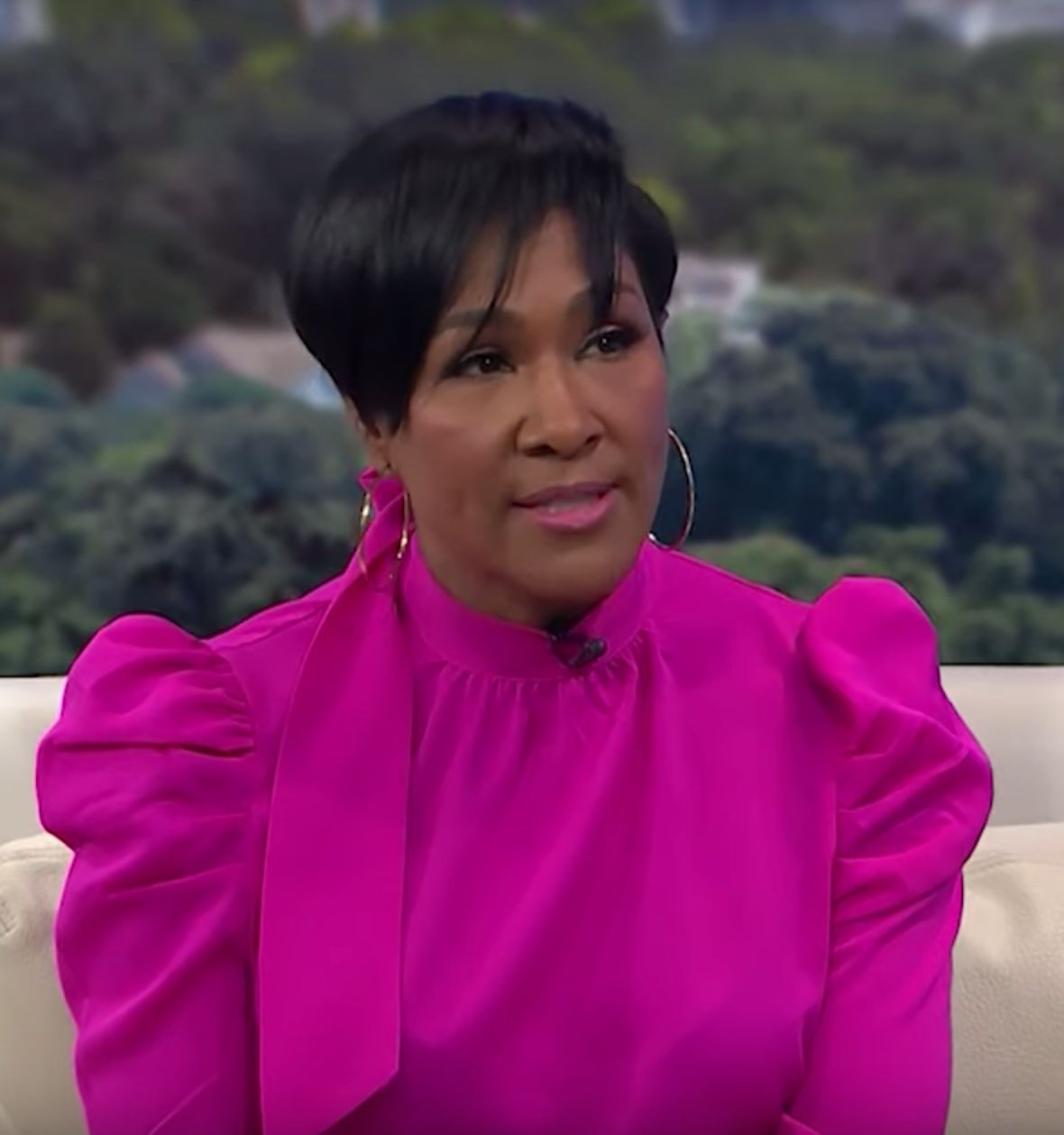

테리 J. 본(Terri J. Vaughn, 1969년 10월 16일 ~ )은 미국의 배우이다.
샌프란시스코에서 태어났다.

## 영화
- 72시간 (2015년)
- 비트 스트릿 (2015년)
- 비트윈 시스터즈 (2013년) - 베니타 역
- Not 4 Sale (2013) - 와니타 포이티어 역
- 더 매리지 크로니클스 (2012년)
- 미트 더 브라운스 (2009년) - 러네이 역
- 대디즈 리틀 걸스 (2007년) - 브렌다 역
- 스틱 잇 (2006년)
- 더티 런드리 (2006년)
- 스모커 (2000년)
- 돈 비 어 메니스 투 사우스 센트럴 와일 드링킹 유어 쥬스 인 더 후드 (1996년)
- 블랙 스콜피온 (1995년)
- 프라이데이 (1995년)
- 리썰 캅 2 (1995년)